# 八角部屋

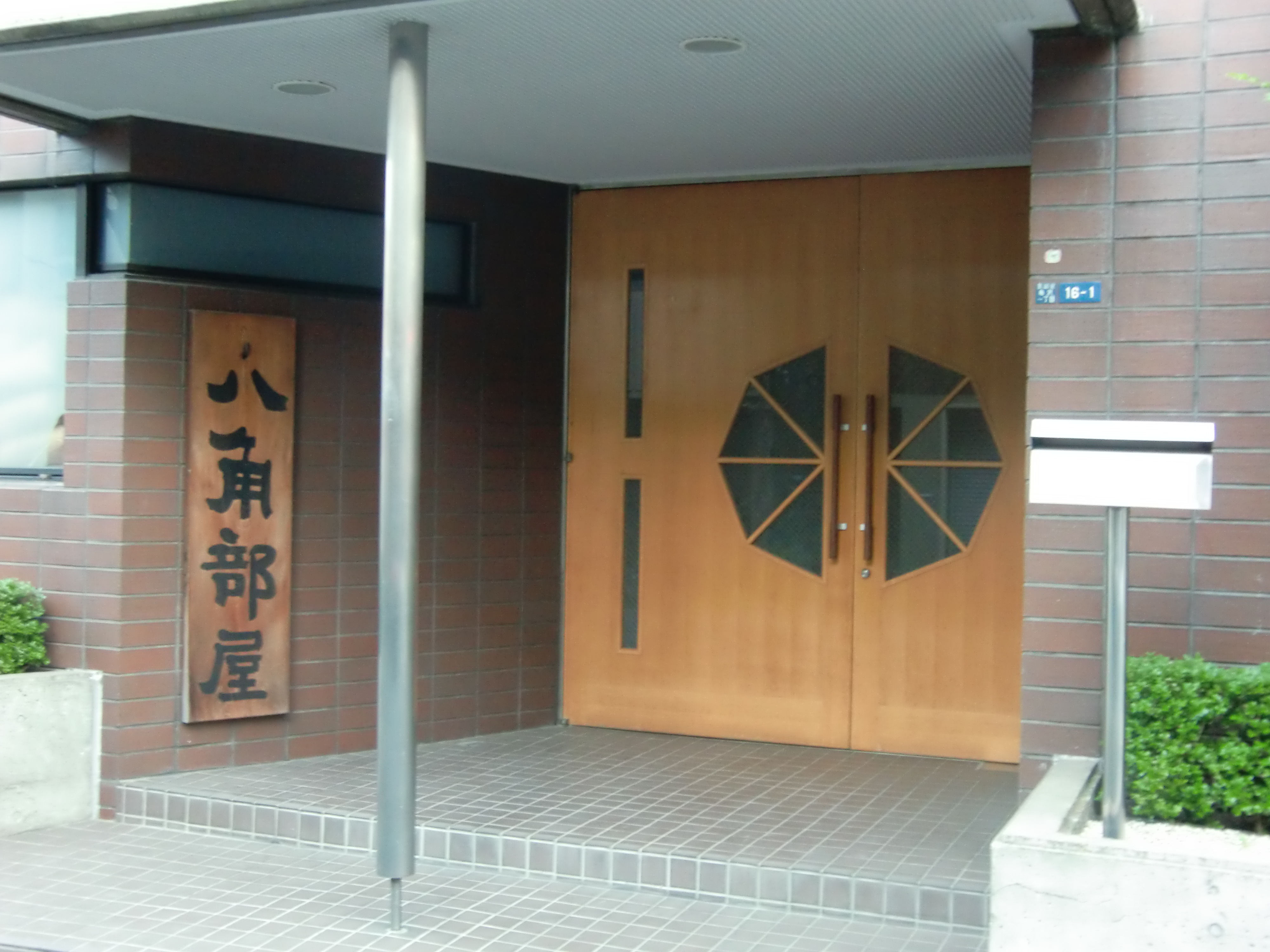
八角部屋

八角部屋（はっかくべや）は、日本相撲協会所属で高砂一門の相撲部屋。

## 概要
1992年（平成4年）5月場所限りで引退し、以降は九重部屋の部屋付き親方として後進の指導に当たっていた年寄・8代八角（元横綱・北勝海）が、1993年10月に北勝力ら内弟子4人を連れて分家独立する形で八角部屋を創設した。同時に、18代陣幕（元横綱・北の富士）・10代君ヶ濱（元関脇・北瀬海）・10代谷川（元幕内・白田山）・9代錦戸（元幕内・富士乃真）という当時の九重部屋に部屋付き親方として在籍していた年寄全員も移籍した。部屋の建物も、8代の師匠である北の富士がかつて利用していた旧・井筒部屋～九重部屋のものを譲り受けて一部改装した形となっており、北の富士が日本相撲協会を退職した後も2024年に死去するまで部屋建物の最上階に居を構えていた。
2020年2月3日に東関部屋から12代大山（元幕内・大飛）が移籍。さらに2021年4月1日に東関部屋が閉鎖された際に、14代東関（元小結・高見盛）や力士ら計8人を受け入れた。
現在までに、関脇・北勝力、隠岐の海や小結・海鵬など9人の関取を輩出している。四股名には師匠の現役時代の四股名から「保志」「北勝」「海」の字が付けられた力士が多い。部屋の関取の隠岐の海の縁から、隠岐諸島出身者には「隠岐」の字が四股名に付けられる。

## 所在地
- 東京都墨田区亀沢1-16-1
- JR総武緩行線両国駅徒歩7分、都営地下鉄大江戸線両国駅徒歩3分
- 同じ高砂一門の錦戸部屋が東側に隣接している。

## 師匠
- 8代：八角信芳（はっかく のぶよし、第61代横綱・北勝海、北海道）

## 部屋付き親方
- 陣幕哲也（じんまく てつや、前1・富士乃真、千葉）
- 東関精彦（あずまぜき せいけん、小結・高見盛、青森）※東関部屋より移籍
- 君ヶ濱歩（きみがはま あゆみ、関脇・隠岐の海、島根）
- 大山大輝（おおやま だいき、小結・北勝富士、埼玉）

## 世話人
- 隠岐の富士和也（おきのふじ かずや、幕下・隠岐の富士、島根）

## 力士

### 現役の関取経験力士
- 北の若大輔（前14・山形）8代弟子

### 幕内
関脇
- 北勝力英樹（栃木）8代弟子 ※九重部屋から移籍
- 隠岐の海歩（島根）8代弟子

小結
- 海鵬涼至（青森）8代弟子
- 北勝富士大輝（埼玉）8代弟子

前頭
- 大岩戸義之（前16・山形）8代弟子

### 十両
- 保志光信一（十1・モンゴル）8代弟子
- 北勝国英明（十6・山形）8代弟子
- 北勝光康仁（十10・熊本）8代弟子
- 北勝岩治（十10・青森）8代弟子
- 雷光肇（十11・大阪）8代弟子

## 旧・八角部屋
明治時代に初代八角（元幕内・鬼面山）が八角部屋を創設したのが最初で、その後は雷部屋所属の元大関・大鳴門が師匠死去後に二枚鑑札で2代八角を襲名して八角部屋を運営していた。3代八角（元関脇・大鳴門）の代に入って再興され、1928年（昭和3年）に雷部屋の力士たちを預かっていた8代白玉（元関脇・玉椿）が亡くなった後には雷部屋の所属力士を引き取った。しかし、幕内・雷ノ峰はすぐに立浪部屋へ移籍し、残った弟子たちの中からは番神山が十両に昇進したのみで、1933年（昭和8年）に3代は鏡山部屋に弟子を譲って部屋を閉鎖した。